# Näs landskommun, Jämtland
Näs landskommun var en kommun i Jämtlands län. 

## Administrativ historik
Landskommunen inrättades i Näs socken i Jämtland när 1862 års kommunalförordningar trädde i kraft den 1 januari 1863. 1952 gick den upp i Hackås landskommun. Området tillhör sedan 1971 Östersunds kommun.

## Politik

### Mandatfördelning i valen 1938-1946
| 8 | 11 | 1 |

| 19 |

| 11 | 9 |

| 20 |

| 2 | 7 | 2 | 9 |

| 20 |